# Синецкий
Синецкий — посёлок в Украине в составе Северодонецкого горсовета Луганской области.
Занимает площадь в 0,34 км². Население — 230 жителей (2010). Плотность населения — 676,5 чел./км².
Расстояние до Луганска — 110 км, по железной дороге — 186 км, по автомобильным дорогам — 125 км.
Орган местного самоуправления — Северодонецкий городской совет.